# Экспериментальные музыкальные инструменты

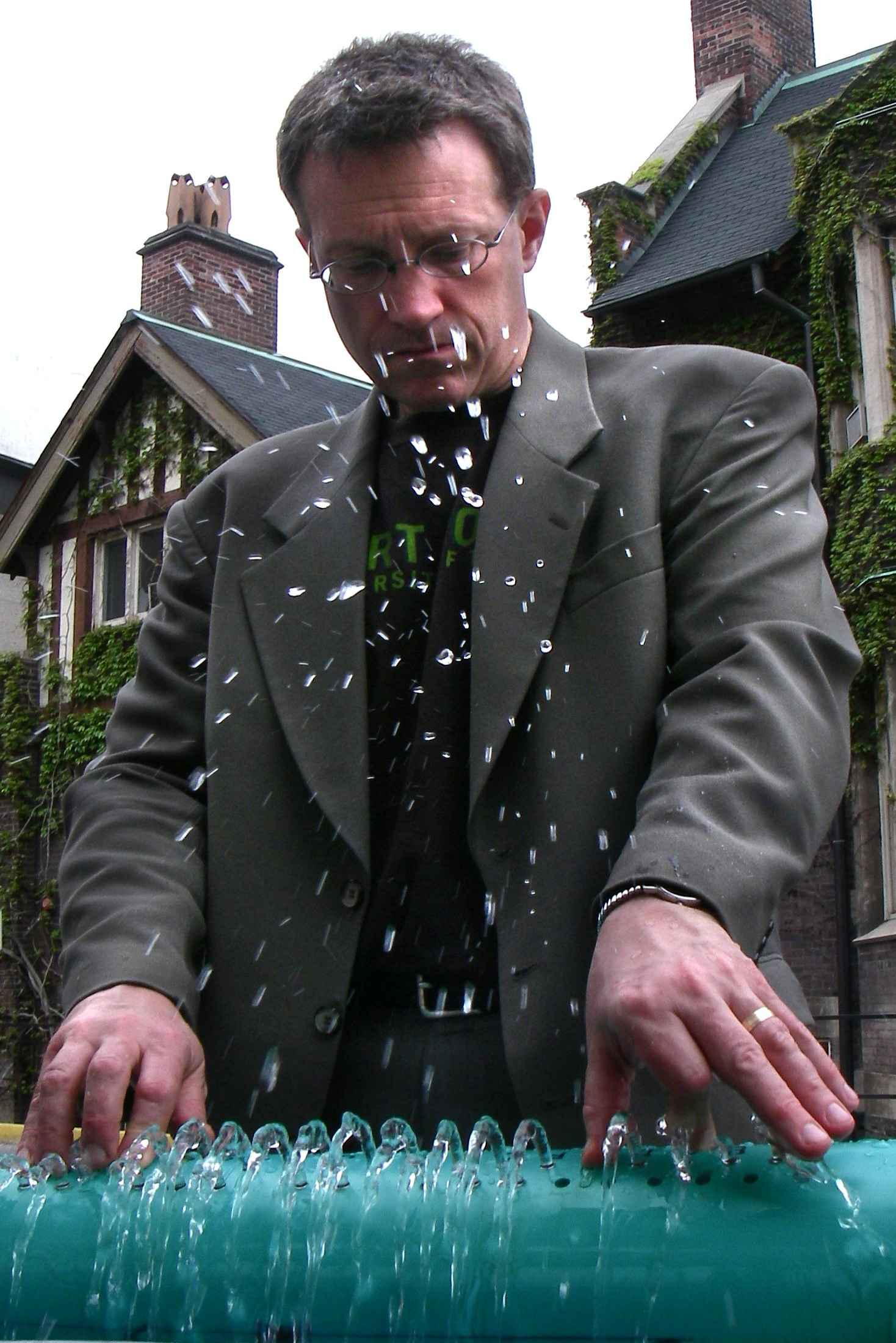
Гидравлофон, сделанный из канализационной трубы

Экспериментальный музыкальный инструмент — музыкальный инструмент, в котором нестандартно применяются классические способы звукообразования (колебаний твёрдых тел, столба воздуха в трубах или натянутых струн и мембран) или используются новые способы генерации звука.

## Общая характеристика

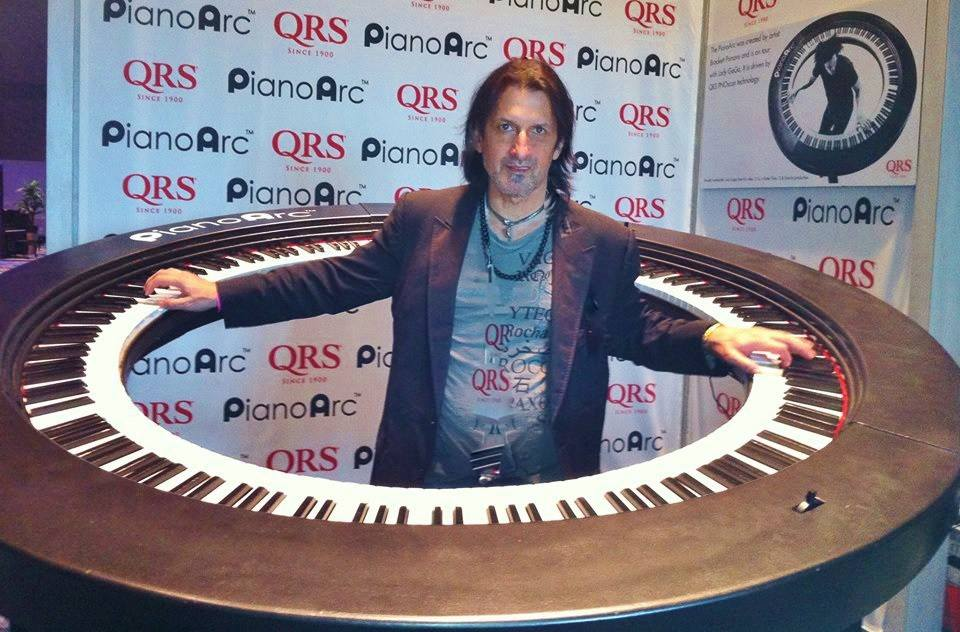
Круговая клавиатура PianoArc

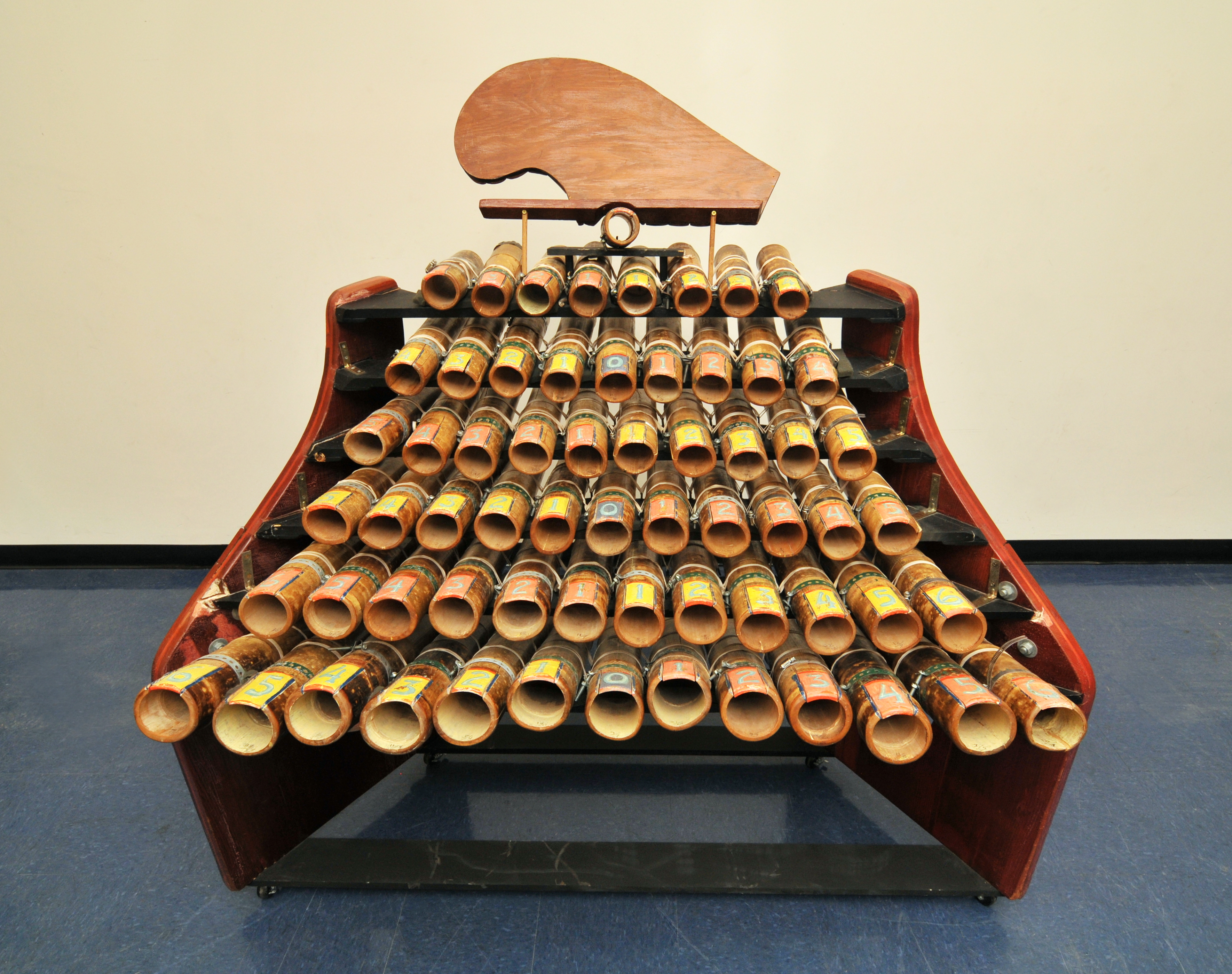
Экспериментальная маримба Гарри Парча

Экспериментальный музыкальный инструмент изменяет или расширяет возможности существующего классического инструмента или же создаёт новый класс инструментов. Достигается это разными путями, например, модификацией классического инструмента. Так, изготовленное на заказ «подготовленное фортепиано» приобретает новый неповторимый звук с помощью предметов, которые помещаются на или между струнами.
Для изготовления экспериментальных музыкальных инструментов используются разнообразные материалы. Например, самые простые ударные инструменты немецкой музыкальной группы «Einstürzende Neubauten» были сделаны из металлолома, а некоторые экспериментальные гидравлофоны были изготовлены с использованием канализационных труб и водопроводной арматуры.
Нередко в ход идут также предметы домашнего обихода. Например, самодельный смягчитель звука для медных духовых инструментов изготавливается из заглушки для ванной. Но сложные инструменты создаются с использованием акустического оборудования, электрических приборов и электронных схем.
Первые экспериментальные музыкальные инструменты, созданные первопроходцами Луиджи Руссоло, Гарри Парчем и Джоном Кейджем, не вызвали интереса в обществе. Даже в середине XX века инструменты их последователей Айвора Даррега, Пьера Шеффера и Пьера Анри не получили признания.
Однако уже в конце 60-х годов многие музыкальные группы использовали инструменты с электрическими или электронными компонентами. Например, на домашнем синтезаторе 1967 года играли в американской группе «Fifty Foot Hose» («Пятидесятифутовый шланг»); Вольфганг Флюр и Флориан Шнайдер из немецкой группы «Kraftwerk» применяли электронные перкуссионные модули, а американский музыкант Future Man («Человек Будущего»), использовал самодельную драм-машину, имитирующую ударные инструменты, и электрические барабаны.
В 80-х — 90-х годах прошлого века интерес к подобным инструментам вызвало их применение на концертах американской группы «Neptune» и ей подобных. Музыканты использовали изготовленные на заказ гитары и бас-гитары из металлолома, а также экспериментальные ударные инструменты и электрический ламеллофон.
В то время струнные экспериментальные музыкальные инструменты часто изготовлялись лютье — гитарными мастерами. На заказ они изготовляли гитары с дополнительным третьим мостом в конструкции, или модифицировали существующие гитары с двумя мостами. Мост — это струнодержатель на деке электрогитары, поддерживающий струны и передающий их вибрацию корпусу гитары. В роли простого самодельного моста, например, использовалась металлическая отвёртка под струнами. В результате гитары приобретали необычное звучание, в котором слышался звон колоколов или звуки арфы. В этом деле преуспели музыканты-гитаристы англичанин Фред Фрит, американец Гленн Бранка и немец Ханс Райхель.
Современные низковольтные электронные экспериментальные музыкальные инструменты используются в саундтреках к фильмам, живых выступлениях диджея DUBNOISE и его записях. Управление электронными схемами таких инструментов может осуществляться простыми касаниями пальцев, светочувствительными фотоэлементами, ультрафиолетовыми лучами или радиоволнами (как в терменвоксе).

## Типы
В основе инструментоведения многих европейских стран, США и России лежит научная классификация музыкальных инструментов европейских музыковедов Хорнбостеля — Закса. В соответствии с ней по групповому признаку (источнику звука) экспериментальные музыкальные инструменты можно разделить на пять групп: самозвучащие (идиофоны), мембранные (мембранофоны), струнные (хордофоны), духовые (аэрофоны), инструменты, в которых звук производится электронными средствами (электрофоны).
В экспериментальных идиофонах источником звука является само тело инструмента или его часть, не требующие для звукоизвлечения предварительного натяжения или сжатия (натянутой струны либо мембраны). К идиофонам относятся вотерфон и даксофон.

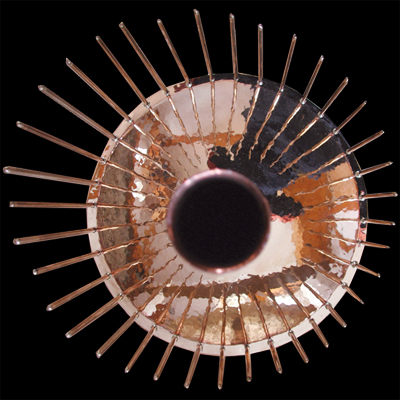
Вотерфон (вид сверху)

Вотерфон состоит из чаши-резонатора, изготовленной из нержавеющей стали, и бронзовых стержней различной длины, размещённых по её краю. Внутрь чаши наливается вода. Звуки извлекаются смычком, постукиванием прутьев, резиновым молоточком. Звучание инструмента может изменяться с движением воды внутри. Конструкция инструмента позволяет создавать монолитный многотональный низкий звук. Вотерфон имеет торжественное звучание, отдалённо напоминающее «песни» китов. Изобретен Ричардом Уотерсом.
Даксофон представляет собой тонкий деревянный язычок, прикреплённый к деревянному бруску-резонатору. Внутри резонатора установлен пьезоэлектрический звукосниматель. Играть на даксофоне можно воздействуя на язычок разными способами: щипковым, ударным или смычком. Второй рукой музыкант прижимает язычок специальный деревянным бруском, который называется дакс. Это помогает регулировать высоту звука. Изобретен Хансом Райхелем.
В экспериментальных мембранофонах источником звука служит туго натянутая мембрана. К ним относится «фрикционный барабан» — инструмент, звук которого извлекается не ударом, а трением пальцами, тряпочкой, верёвкой о мембрану, натянутую на полый корпус, например — глиняный горшок. Чтобы изменить высоту звука, на мембрану можно давить пальцем.

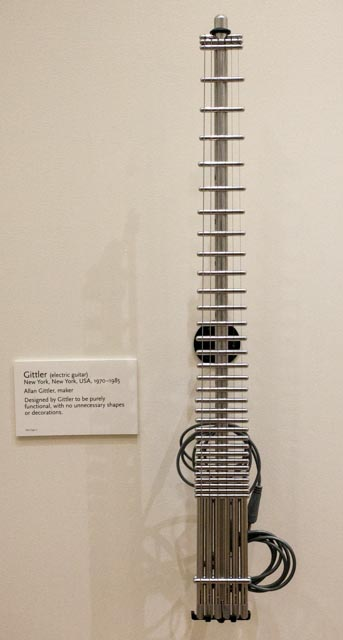
Гитара Гиттлера

В экспериментальных хордофонах источником звука являются одна или несколько струн. В эту группу входят «гитара Гиттлера (Джиттлера)», «домавинджер» и «мудсвинджер».
Гитара Гиттлера — бескорпусная безгрифовая металлическая гитара, известная также как «рыбная кость». Основа конструкции — трубки из нержавеющей стали и натянутые 6 струн. Изобретатель Аллан Гиттлер запатентовал безголовые колки для гитары. Это был механизм для настройки струн (мост), сделанный в виде рифлёных ручек. Гитара имеет 31 лад. Новизна инструмента заключалась и в том, звукосниматели были сделаны для каждой струны и каждый имел свой линейный выход. Домавинджер и мудсвинджер — 12-ти струнные щипковые электромузыкальные инструменты, по типу конструкции близкие к цитре, состоящей из струн, механизма натяжения и часто без резонатора.
В экспериментальных аэрофонах источником колебаний является струя воздуха. К этой группе относятся «пирофон», «каллиопа», а также «блэкпульский приливной орган» и «морской орган». Условно в группу можно включить «гидравлофон».
Пирофон Ойгена Кастнера или «огневой орган» состоял из набора стеклянных трубок разной длины и подведенных к ним газовых горелок. При включении горелки в трубке возникала разность температур воздуха, он начинал колебаться, резонировал и возникал звук. Регулируя силу пламени с помощью трёхрядной клавиатуры, можно было получать разные звуки. При отпускании клавиши горелка гасла и звук пропадал.

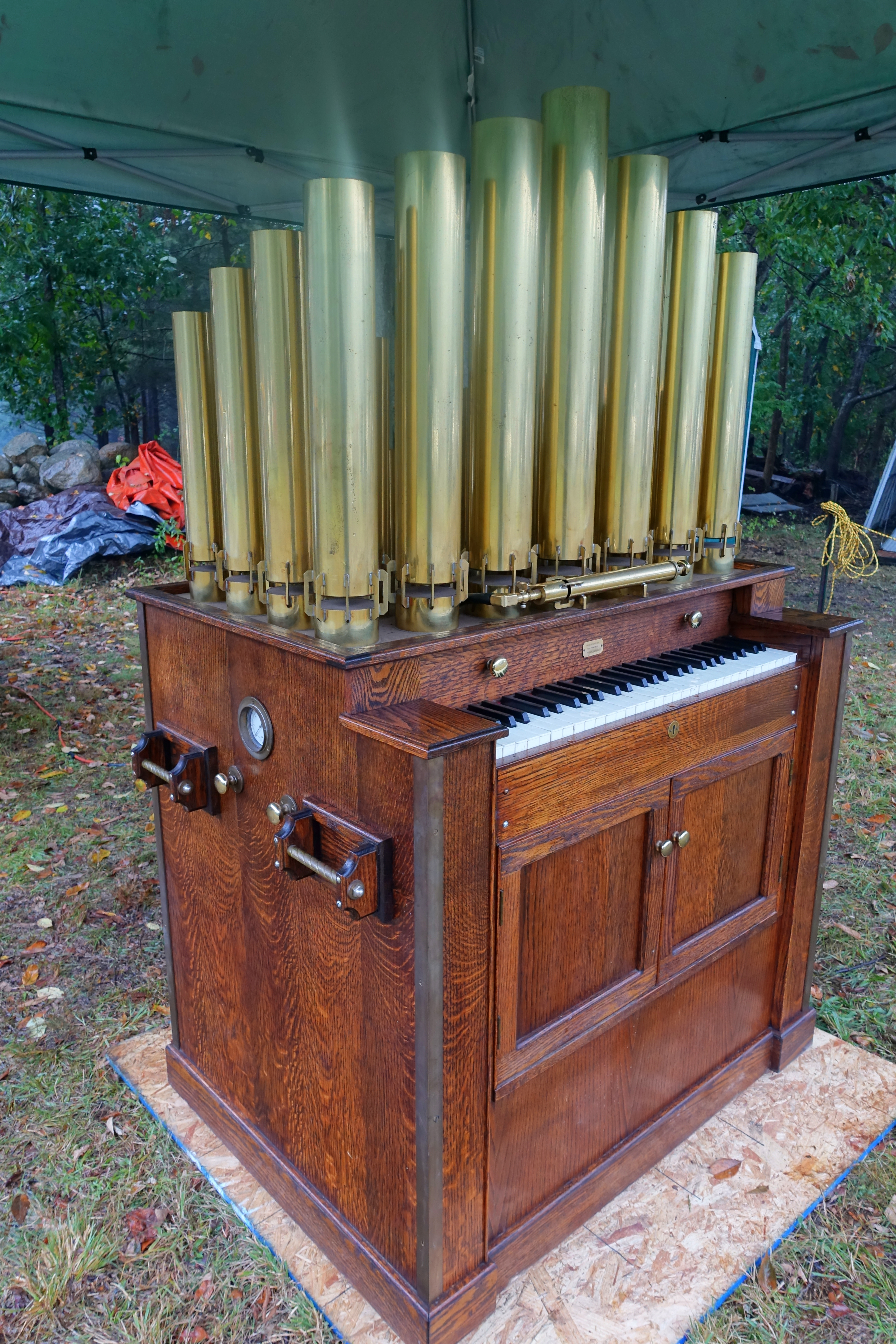
Каллиопа

Каллиопа — паровой орган, использующий локомотивные или пароходные гудки. Каллиопа отличается громким, пронзительным звуком и не позволяет регулировать громкость — только высоту и длительность. Типичный инструмент включает 32 гудка. Многие каллиопы делались с механизмом для автоматического звукоизвлечения без участия исполнителя, по образцу механического пианино или органа.
Блэкпульский приливно́й орга́н — архитектурное сооружение наподобие органа в Англии. Звучит за счёт прилива волн к восьми трубам, прикреплённым снаружи к морской стене-дамбе. Они связаны под набережной с 18 органными трубами внутри скульптуры. Волна морской воды во время прилива выталкивает воздух вверх по трубам дамбы, тем самым заставляя орган звучать.
Морской орган — архитектурное сооружение в Хорватии, представляющее собой систему из 35 труб типа органных, расположенных под ступенями городской набережной, с отверстиями для вывода звука на тротуаре. Движение морской воды выталкивает воздух через трубы, вызывая диковинные сочетания звуков различной силы и протяжённости.
Гидравлофон — отчасти духовой акустический музыкальный инструмент, действующий на принципе преобразования колебаний жидкостей в звук. Музыка начинается, когда исполнитель закрывает одно из сопел, из-за чего вода начинает течь сквозь звучащую трубку. Был изобретён Стивом Манном. Самый большой в мире гидравлофон находится в научном центре Онтарио (Канада).
В электрофонах для генерации (в том числе и синтеза) звука используются различные электронные схемы. Электрофоны в свою очередь различаются на электронные и электромеханические музыкальные инструменты. В экспериментальных электронных музыкальных инструментах при помощи электронных схем (генераторов, модуляторов, фильтров и т. п.) генерируется электрический звуковой сигнал. Он подаётся на усилитель и воспроизводится при помощи динамика.
В электромеханических музыкальных инструментах звук создается механическим путём, например ударом по струнам электрогитары, после чего их колебания преобразуются в электрический сигнал с помощью звукоснимателя. После сигнал обрабатывается различными звуковыми эффектами, что значительно меняет исходный тембр звука.
К группе экспериментальных электрофонов относятся «поющая катушка Теслы», «терменвокс», «волны Мартено», «меллотрон».
Катушка Теслы — трансформатор, имеющий две обмотки, первичную и вторичную. Для создания музыки на первичную обмотку катушки Теслы, через схему, управляющую мощностью питания, подают сигнал с усилителя, который в свою очередь может быть подключен к любому музыкальному инструменту. Вследствие этого во вторичной обмотке индуцируется ток, имеющий звуковую волну, при которой меняется амплитуда и частота пробоя искры (молнии), тем самым создавая организованные щелчки, слышимые нам уже как звуки в различных тональностях. Термин «пение катушки Теслы» был придуман Дэвидом Нуньесом после публичной демонстрации данного устройства 9 июня 2007 года в Нейпервилле, штат Иллинойс, США.
Терменвокс — бесконтактный электромузыкальный инструмент, в котором частота звука изменяется благодаря изменению ёмкости колебательного контура за счёт изменения расстояния до рук музыканта. Его создал русский физик и изобретатель Лев Термен в 1919 году.

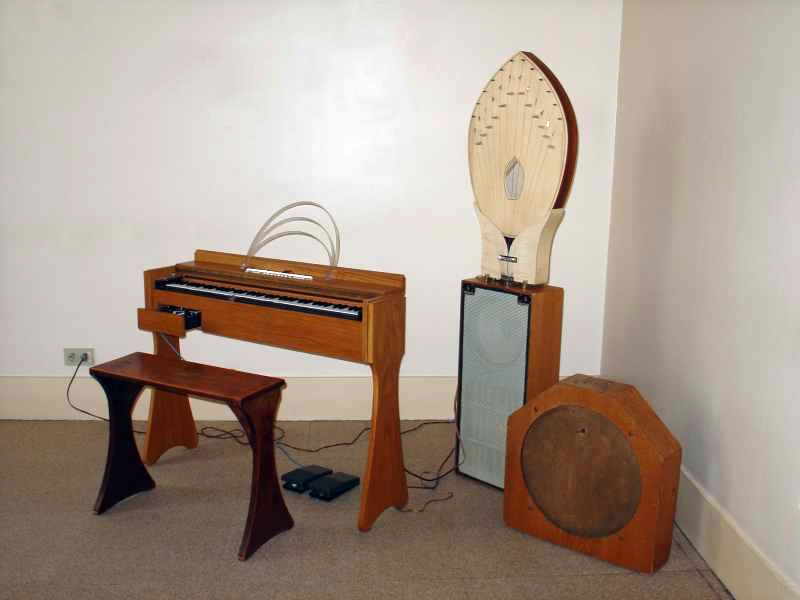
Волны Мартено

Волны Мартено — французский монофонический (одноголосный) электронный музыкальный инструмент. Изобретён в 1928 году радистом и виолончелистом Морисом Мартено. Инструмент имеет 7-октавную клавиатуру фортепьянного типа, а также нить с кольцом, надеваемым на указательный палец правой руки. В левой части инструмента расположена кнопка, играющая роль смычка. Звук производится генератором электрических колебаний, который управляется с клавиатуры, через усилитель подаётся на систему громкоговорителей. Для извлечения звука музыканту необходимо нажать клавишу на клавиатуре либо натянуть нить до соответствующей позиции и нажать левую кнопку. Сила нажатия на неё управляет громкостью.
Меллотрон — полифонический электромеханический клавишный музыкальный инструмент. Получил широкое распространение в рок-музыке в 60—70-е годы как замена полноценному оркестру, Звук генерируется посредством воспроизведения магнитофонных лент, по одной на каждую клавишу.
Каждая клавиша меллотрона соединена со своим собственным лентопротяжным механизмом, через каждый пропущена магнитная лента с записью соответствующей ноты. При нажатии на клавишу начинается воспроизведение соответствующей ленты. При отпускании клавиши лента перематывается на начало простым пружинным механизмом. Время звучания каждой ленты — около восьми секунд. Благодаря этому возникла уникальная для меллотрона техника игры, при которой для продления звучания аккорда постоянно меняется обращение этого аккорда.
Ленты меллотрона имеют по три-четыре дорожки, между которыми можно переключаться, передвигая считывающую головку поперёк ленты. Также они могут иметь несколько банков звуков, записанных вдоль ленты друг за другом, между ними также можно переключаться при помощи селектора на передней панели.

## История
На первом этапе истории экспериментальных музыкальных инструментов можно говорить об экспериментах скорее инженерных, когда задачи создания новых музыкальных инструментов были достаточно просты — сделать инструмент громче, удобнее в использовании, шире диапазоном или благозвучнее. Первые экспериментальные инструменты, даже основанные на принципиально новых методах взаимодействия со звуком, такие как терменвокс, в первую очередь предназначались для исполнения уже устоявшегося, классического репертуара.
На втором этапе, с середины XX века по наши дни, с появлением и признанием новой, авангардной музыки возможности принципиально нового инструментария были в полной мере реализованы.

### 1900—1940-е годы

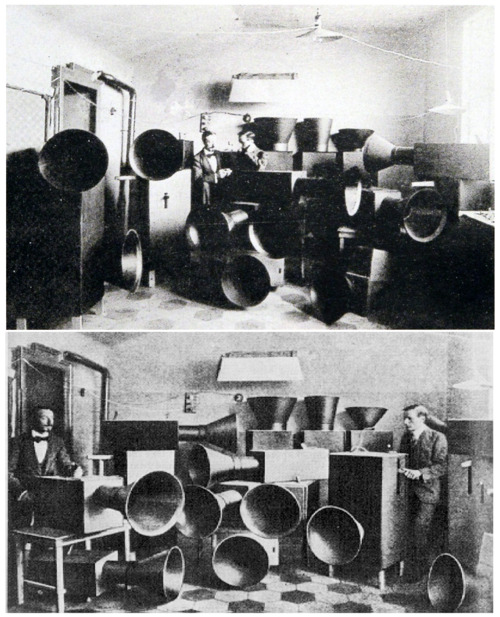
Интонарумори Луиджи Руссоло

Луиджи Руссоло (1885—1947) был итальянским футуристическим живописцем и композитором и автором манифестов «Искусство шумов» и «Футуристическая музыка». Он изобрел семейство акустических музыкальных инструментов, имеющих общее название «интонарумори» (1913), которые позволяли извлекать различные шумы, контролируя при этом высоту звука и динамику.
Лев Термен (1896—1993) был русским физиком, изобретателем и музыкантом. Самым известным его изобретением был терменвокс (1920), один из первых электронных музыкальных инструментов. Другим образцом группы подобных инструментов — «предков» синтезатора были Волны Мартено (1928), изобретённые французом Морисом Мартено (1898—1980).
В конце 1890-х годов Джорж Клоетенс изобрел «Лютеаль» — «подготовленное» фортепьяно, издающее звуки гитары и гармоники. Такой инструмент в своих произведениях использовал композитор Морис Равель.
Американский композитор Гарри Парч (1901—1974) большинство своих произведений написал для сконструированных им же инструментов. В их числе, кроме адаптированных альтов, гитар и язычковых органов, присутствует большое количество особых инструментов: хромелодеон, квадрангуларис реверсум, зимо-ксил и многие другие. Инструменты Гарри Парча использовались для воспроизведения микротоновой музыки с необычным делением октавы (вплоть до 43 ступеней).
Пионером в области электронной музыки и нестандартного использования музыкальных инструментов был американский композитор Джон Кейдж (1912—1992). В своём творчестве он использовал «подготовленное» фортепиано с изменённым звуком, получаемым выкладыванием на струны предметов в определённой последовательности.
Как и Парч, американец Айвор Даррег (1917—1994) был ведущим теоретиком и композитором микротональной музыки. В 40-х годах Даррег создал серию экспериментальных музыкальных инструментов: усиленную виолончель, усиленные клавикорды, электрический клавишный барабан и другие.

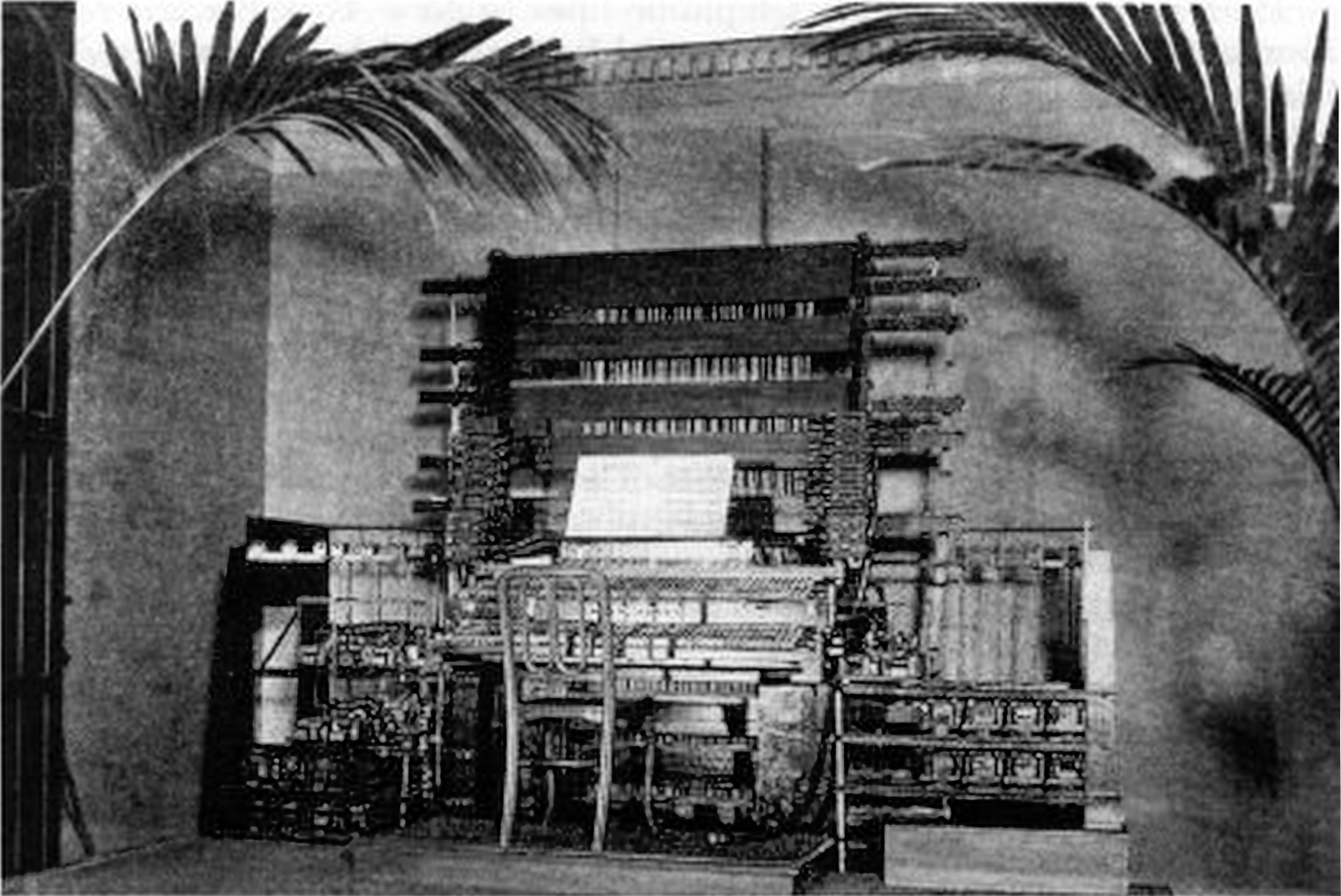
Телармониум

Американский изобретатель Таддеус Кахилл (1867—1934) в 1906-м году изготовил «телармониум», который считается праотцом всех электронных музыкальных инструментов, а также прообразом электрооргана. Громоздкое устройство весило 200 тонн и объединяло в себе 145 генераторов, вырабатывающих переменный электрический ток различных частот, и сложную систему индукторов, позволявших производить аддитивный синтез звука. Управление инструментом осуществлялось при помощи трёх семиоктавных клавиатур. Звук воспроизводился гигантскими рупорными громкоговорителями, позднее его стали передавать слушателям непосредственно по телефонным линиям.

### 1950—1960-е годы

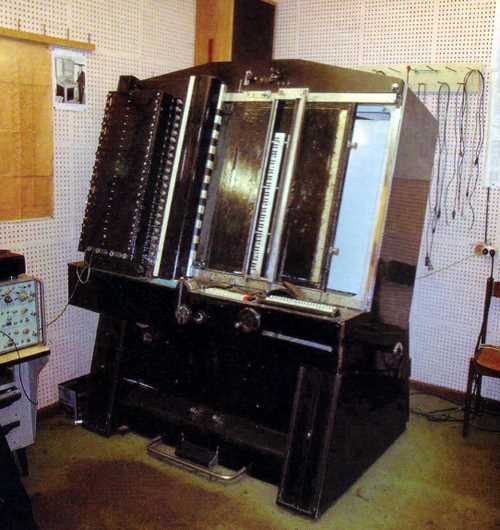
Синтезатор «АНС»

С середины 50-х годов канадский музыкант Брюс Хаак (1931—1988) создал несколько электронных экспериментальных музыкальных инструментов — аналоговых синтезаторов, включая известный «Дерматрон», а также музыкальный компьютер. Его разработки оказали влияние на творчество американской группы «Бьюсти Бойз» и немецкой группы «Крафтверк», играющих электронную музыку.
В 1958 году в СССР инженером Евгением Мурзиным (1914—1970) был создан синтезатор «АНС» — первый в мире многоголосый студийный синтезатор. Он признан первым автоматическим аналоговым электромузыкальным инструментом, использующим фотооптический синтез звука. Одним из наиболее известных произведений, написанных для АНС, стал саундтрек к фильму Андрея Тарковского «Солярис».

### 1970—1980-е годы

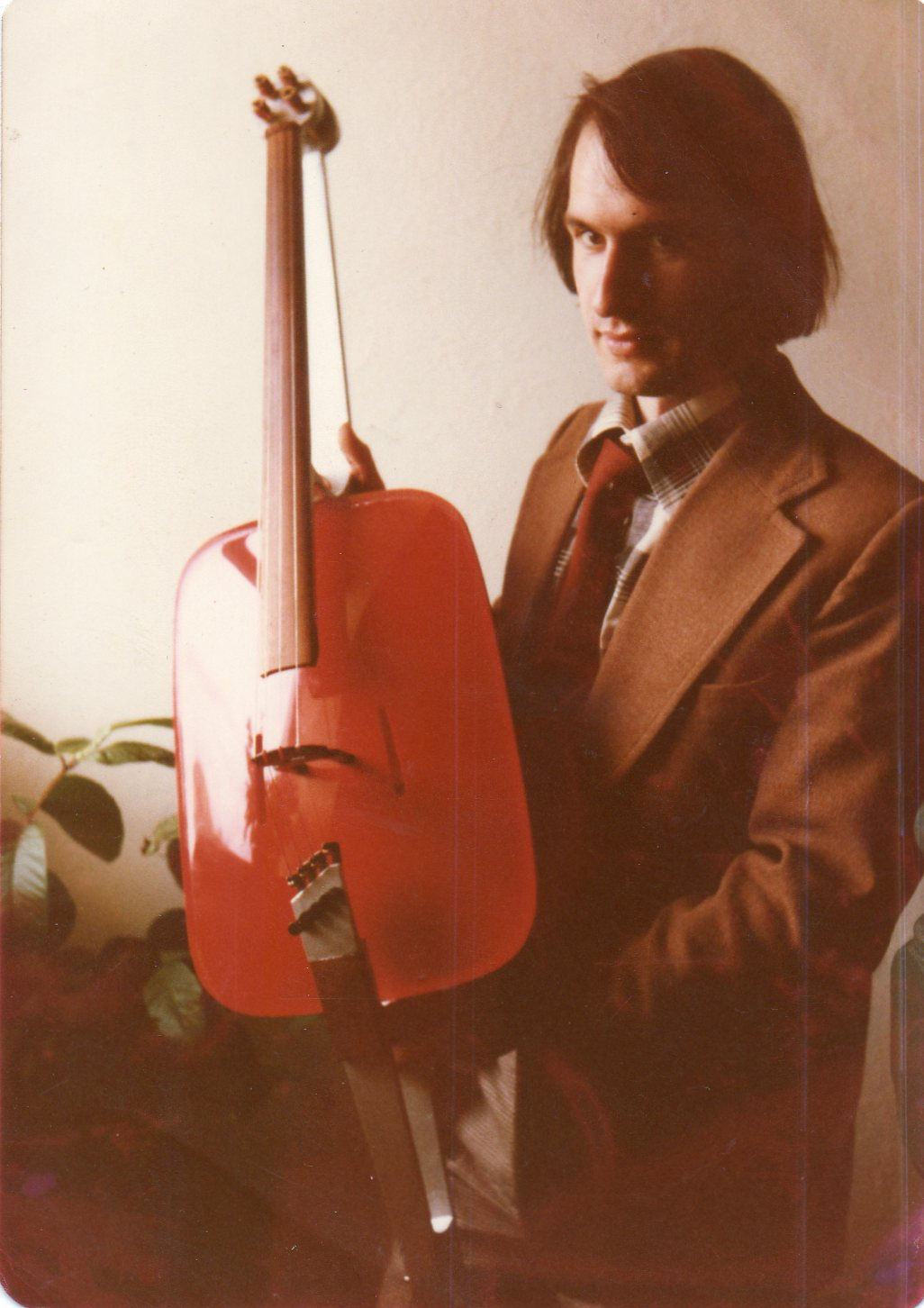
Неола

В 70-х годах голландский композитор и изобретатель экспериментальных электронных музыкальных инструментов Михель Вайсвисз (1949—2008) создал портативный батарейный генератор шумов, который управляется прямым прикосновением пальцев на выставленные контакты. Так исполнитель становится частью схемы инструмента. Позднее он вместе с Гертом Хамельбергом создал шумовой синтезатор (1975). Вайсвисз также известен как создатель одного из первых в мире жестикуляционных диспетчеров цифрового интерфейса музыкальных инструментов. В нём тело исполнителя становится частью схемы и определяет диапазон возможных звуков; различные люди производят различные звуки.
В 1970 году англичанин Горонви Брэдли Дэвис изобрел «Неолу» — струнный музыкальный инструмент, изготовленный из пластмассы и алюминия, звучащий как виолончель, но имеющий несравненно меньшие размеры.
Начиная с середины 70-х годов американский гитарный мастер Аллан Гиттлер (1928—2003) сконструировал на заказ 60 стальных электрогитар, по звучанию напоминавших индийский ситар. Они представляли собой шести струнные бескорпусные конструкции с тремя мостами. Позже он изготовлял и пластмассовые электрогитары.
В то же время знаменитый американский соло-ударник Z’EV (Штефан Джоэл Вейссер) (1951) во множестве изготавливал металлические и пластмассовые ударные инструменты, с которыми успешно выступал на многочисленных концертах «шумовой музыки» — гармоничного сочетания очень ритмичных акустических явлений.

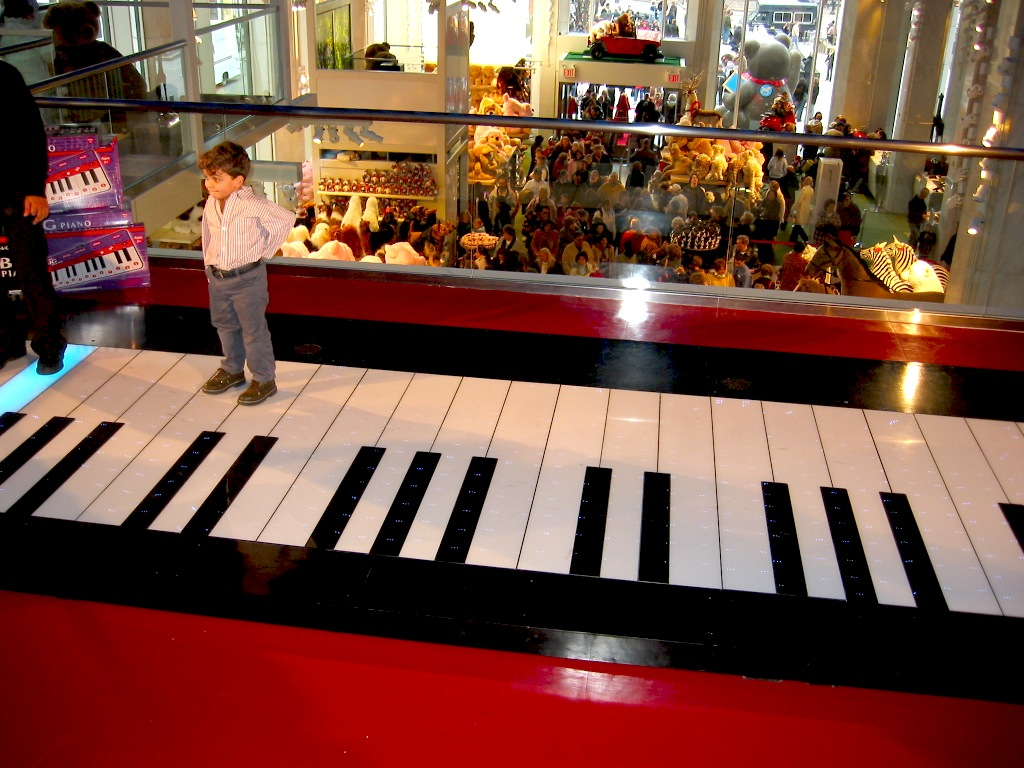
«Прогулочное фортепиано»

Изобретатель даксофона немецкий импровизационный гитарист Ханс Райхель (1949—2011) в 70-е годы сконструировал несколько трёхмостовых гитар, звуки которых превышали диапазон обычной настройки и добавляли к звучанию необычные металлические шумы.
В 1976 году итальянец Ремо Сарачени создал «прогулочное фортепиано»: синтезатор, управляемый ногами. В начале 80-х годов американский композитор Эллен Фаллмен (1957) сконструировала струнный инструмент, на котором можно было играть, проводя по струнам натёртыми канифолью руками.
В то же время американский мультимузыкант Брэдфорд Рид изготовил на заказ «пенцилину» — двухгрифовую трёхмостовую гитару, по конструкции напоминающую две соединённые тонкие цитры. Один гриф представлял обычную гитару, второй гриф — бас-гитару. Кроме того, на концах грифов имелись четыре колокола. В состав этого гибридного инструмента была вмонтирована ударная установка. На пенцилине Рид мог играть за нескольких музыкантов одновременно.

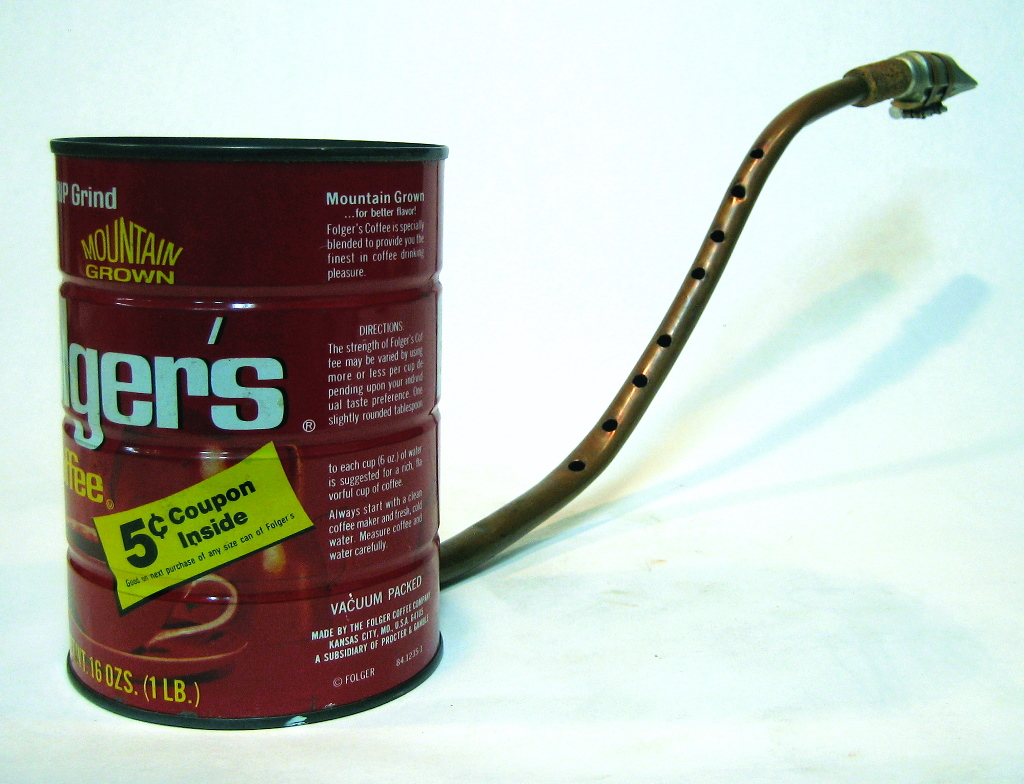
Фолгерфон

В 80-е годы приобрела известность бразильская инструментальная группа «Uakti» под руководством Марко Антонио Гимарайнша. Для исполнения группой оригинальной музыки он изготовил музыкальные кастрюли, маримбы (идиофоны), эксклюзивные виолончели и другие инструменты из дерева, ПХВ, стекла и металла.
В эти же годы создаются такие инструменты, как «фолгерфон», имеющий в конструкции элементы саксофона и кларнета и относящийся к группе аэрофонов, а также индийский «самвадини», похожий по стилю на фисгармонию, но играющий в одной тональности. Наиболее известный сольный исполнитель на самвадини — индиец Джитендра Гор.
Среди необычных музыкальных инструментов тех лет выделяется «Гитара Пикассо» с 42 струнами, тремя грифами и двумя звуковыми отверстиями на корпусе. Её в 1984 году создала по просьбе джазового гитариста Пата Метини гитарный мастер канадка Линда Манзер (1952).

### 1990—2000-е годы

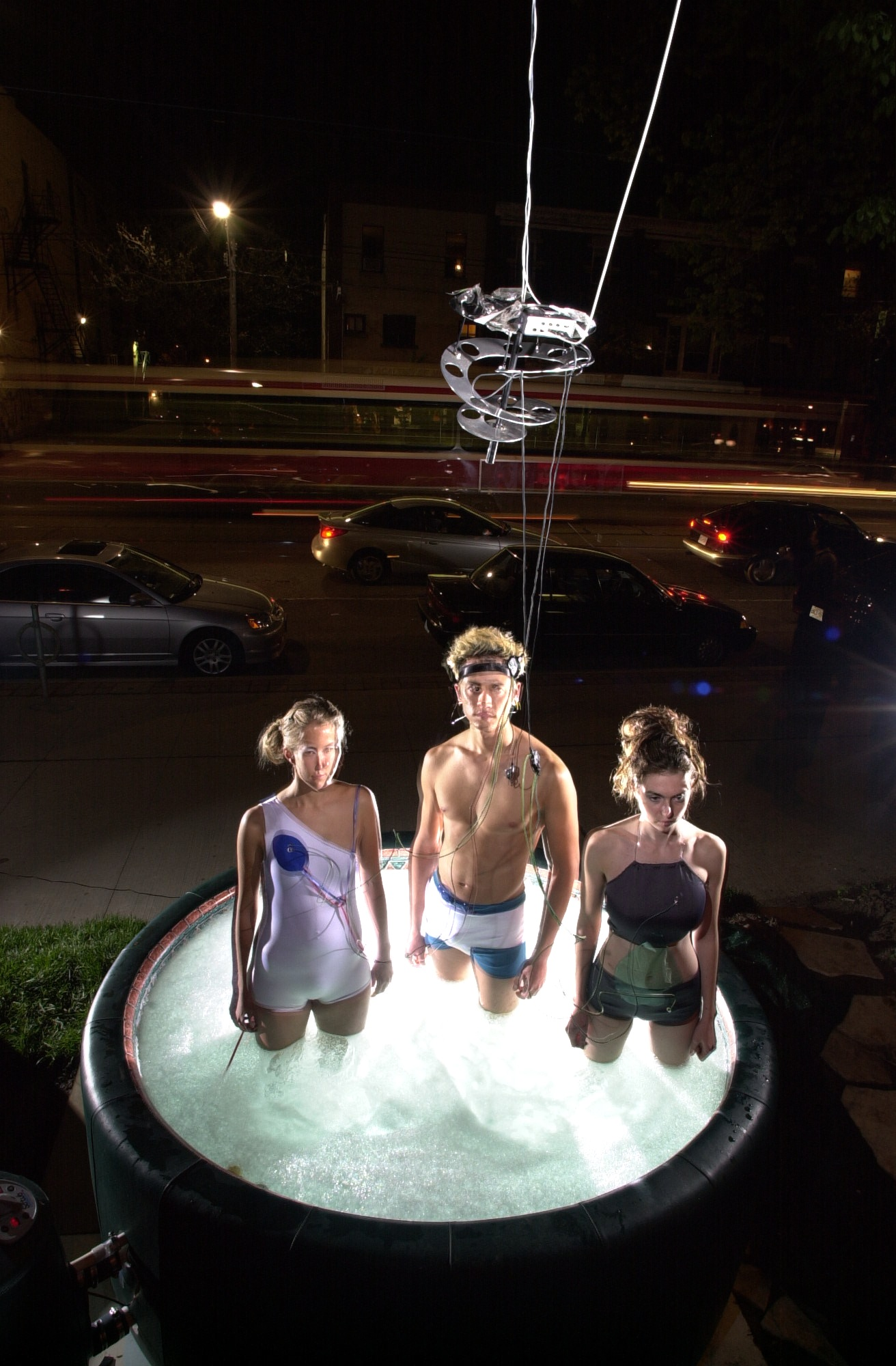
Два электрокардиофона и электроэнцефалофон

К концу прошлого века интерес общественности к подобным инструментам подогревали выступления американских групп «Neptune», «Blue Man Group», «Motograter» и японской «Solmania». Музыкантами этих шумовых музыкальных групп использовались самостоятельно изготовленные гитары и бас-гитары, а также электрические ударные инструменты и ламеллофоны.
Этот период характеризуется созданием множества различных экспериментальных инструментов для исполнения авангардной музыки того времени. В эти годы приобрели признание авангардные музыканты и дизайнеры экспериментальных музыкальных инструментов. К ним относится группа трёхмостовых гитар голландца Юрия Ландмена (1973), двухструнная скрипка с клавиатурой («кейолина») австралийца Кора Фюлера (1964), акустический и электрический хордофон «Белтара» американки Лейлы Бела, зубчатая электрогитара для микротональной игры и гибрид скрипки и колёсной лиры «каисацуко» японца Юичи Оноу.
Широкую известность получил американец Кеннет Ли «Кен» Батлер (1948). Он прославился своими скрипками эксцентричных форм, а также изготовлением инструментов из разнообразных материалов, включая спортивный инвентарь и предметы домашнего обихода.
В середине 90-х канадец Инер Сустер (1971) стал известным благодаря созданию однострунных инструментов, а также «пальцевого» фортепьяно. Примечательно, что материалом для них служило то, что было под рукой. Также известен его необычный «боуфриджефон» из частей холодильника, издающий, по словам дизайнера, «гармоничный промышленный шум».

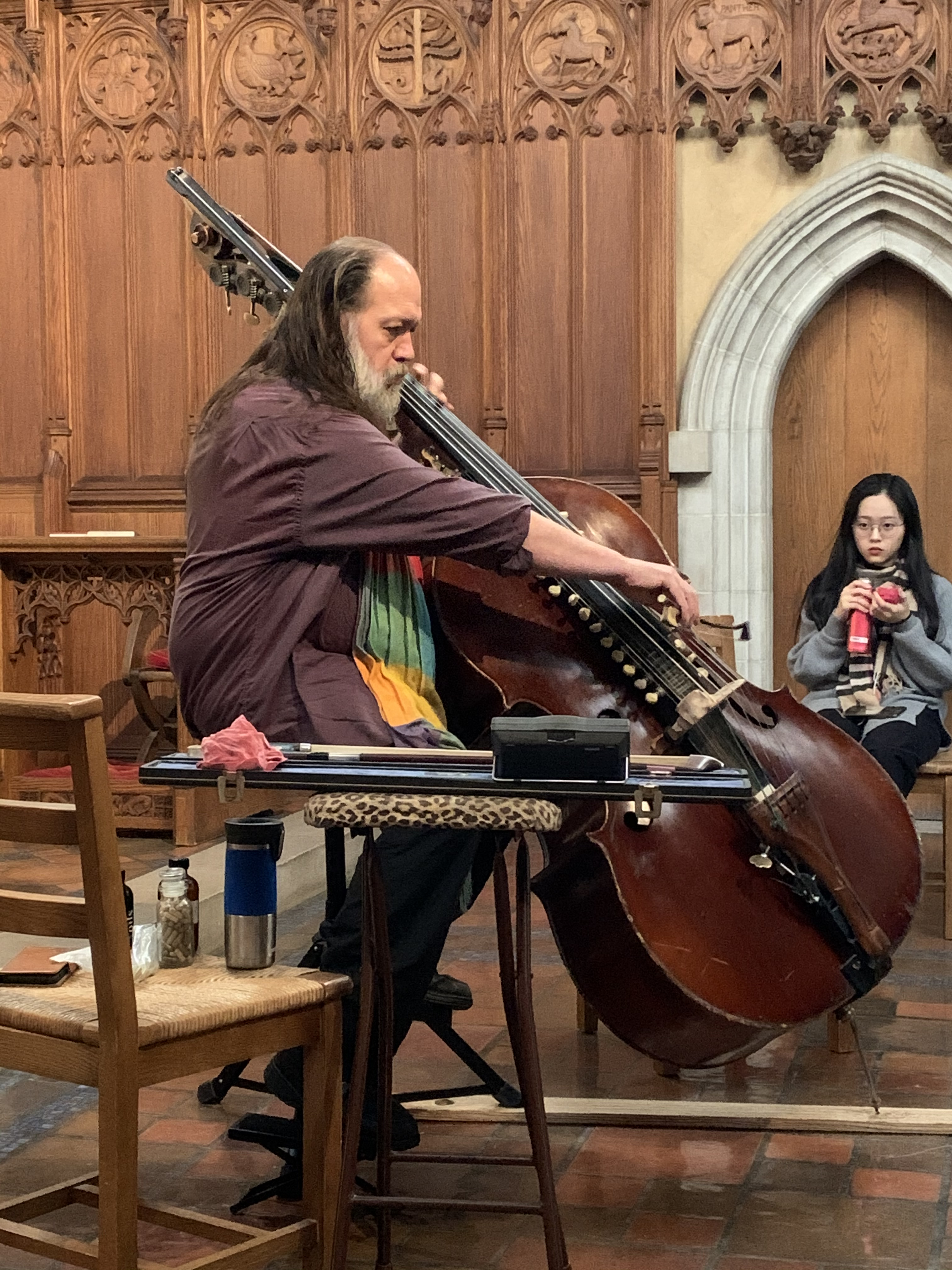
Базантар

В 1999 году музыкант Марк Дойч изобрёл «базантар» — многофункциональный музыкальный инструмент с 29 струнами, вмещающий в себя диапазон пяти октав. Многофункциональный базантар совмещает низкое звучание контрабаса, аккомпанемент гитары и высокие переливы скрипки, позволяя создавать необычную музыку.
С 1998 года известен Венский овощной оркестр — музыкальный коллектив из Австрии, играющий на музыкальных инструментах, сделанных из свежих овощей. Инструменты собственного изобретения включают в себя морковные блокфлейты, трещотки из баклажанов, трубы из цуккини, а также многочисленные другие, звук которых усиливается при помощи специальных микрофонов.
В 2003 году хордофон «тритар» был создан канадцами Сэмюэлем Годетом и Клодом Готье. Его особенностью было использование не линейных, а игрекообразных струн.

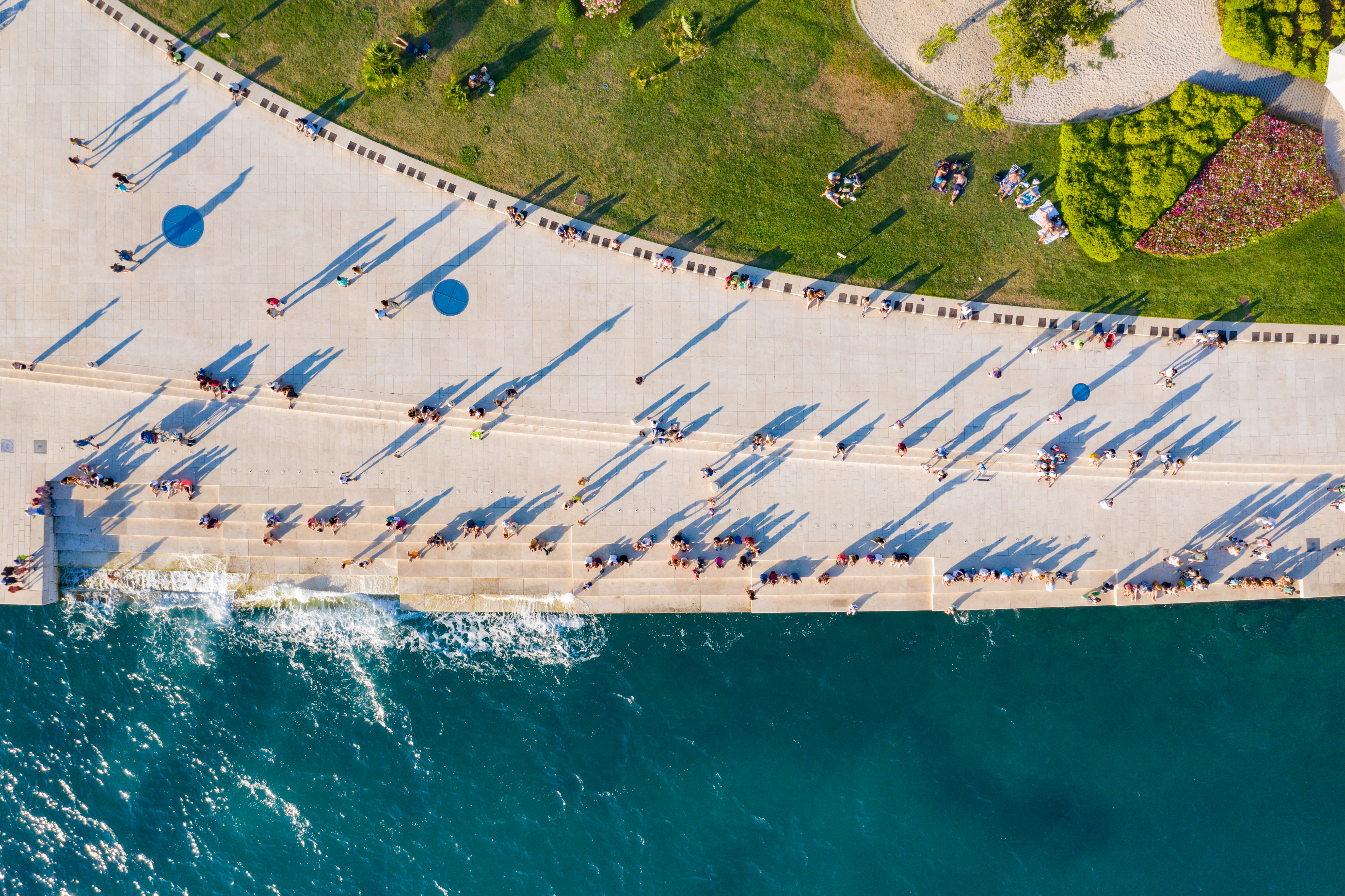
Морской орган (вид сверху)

В 2005 году архитектор Никола Башич построил в Задаре (Хорватия) морской орган, который играет музыку с помощью морских волн и труб, расположенных под мраморными ступенями.
По инициативе композитора-исследователя Георга Хайду, в 2006 году кларнетист Стивен Фокс из Канады изобрёл новый класс кларнетов, называемый «BP-кларнеты». С 2006 года существует также фестиваль ледовой музыки, исполняемой инструментами изо льда.
В 2010 году композитор Алексис Кирк и технолог Тим Ходжсон превратили семиэтажное здание Роланда Левинского Плимутского университета в форму музыкального инструмента, на котором играет восходящее солнце. Лучи солнца попадают на световые датчики и сигналы передаются в компьютерный музыкальный инструмент, аналогичный меллотрону.
Для своего музыкального альбома 2011 года исландская певица и композитор Бьорк разработала инструмент, основанный на «Катушке Теслы», а также «гамелест» — гибрид гамелана и челесты.
В 2013 году исследовательская группа Университета Макгилла придумала цифровые музыкальные инструменты, выполненные в виде протезов.